# Diplomystes
Diplomystes is een geslacht van straalvinnige vissen uit de familie van de oermeervallen (Diplomystidae).

## Soorten
- Diplomystes camposensis Arratia, 1987
- Diplomystes chilensis (Molina, 1782)
- Diplomystes nahuelbutaensis Arratia, 1987